# Lincoln (Nebraska)
Lincoln ist die Hauptstadt und die zweitgrößte Stadt des US-Bundesstaates Nebraska mit 258.470 Einwohnern bei der US-Volkszählung 2010, für das Jahr 2015 wird die Bevölkerung auf 277.348 Einwohner geschätzt. Die Stadt wurde nach Abraham Lincoln benannt und ist Sitz der University of Nebraska-Lincoln.

## Geschichte
Lincoln wurde 1856 als Lancaster gegründet. Vor Ankunft der Siedler wurde die Gegend von Indianerstämmen bewohnt, insbesondere Pawnee und Lakota. Seit 1867 ist die Siedlung die Hauptstadt des Staates Nebraska. Am 1. April 1869 wurde die Siedlung in Lincoln umbenannt. Im selben Jahr wurde die ansässige Universität gegründet. Ab dem Jahre 1870 war Lincoln an die Eisenbahn angebunden. In der renommierten, 1947 geschlossenen Flugschule lernte unter anderem Charles Lindbergh das Fliegen. In den 1920er- und 1930er-Jahren profitierte auch Lincoln stark vom zunehmenden Straßen-, Schienen- und Luftverkehr, da die Stadt an Knotenpunkten gelegen ist. Bis heute wuchs die Bevölkerung stark an.

## Bevölkerung

### Demographische Daten
Laut der Volkszählung von 2010 gab es 258.379 Einwohner, 103.546 Haushalte und 60.300 Familien, die in der Stadt ansässig waren. Die Bevölkerungsdichte betrug 1.119 Einwohner pro Quadratkilometer. 86 % der Einwohner gehörten der weißen Bevölkerungsgruppe an. Der Anteil der Latinos betrug 6,3 %, der Anteil der Afroamerikaner betrug 3,8 % und der Anteil von Asiaten und Zuwanderer von den Pazifischen Inseln betrug 2,6 %.
2010 lebten in 27,7 % der Haushalte Jugendliche unter 18 Jahren. Im Schnitt lebten 2,36 Personen in einem Haushalt, wobei die durchschnittliche Familiengröße bei 3,01 Personen lag. 44 % der Einwohner waren verheiratet.
22,7 % der Einwohner waren unter 18 Jahre, 15,7 % waren 18 bis 24 Jahre alt, 27,9 % waren 25 bis 44 Jahre alt, 22,9 % waren 45 bis 64 Jahre alt und 10,7 % waren mindestens 65 Jahre alt.
Das Durchschnittsalter lag bei 31,8 Jahren.
Der Median des Einkommens je Haushalt lag 2016 bei 59.344 US-Dollar. Von 2013 bis 2016 ist der Median des Einkommens je Haushalt um ca. 10,12 % gestiegen, während der Median des Einkommens je Haushalt in den USA im Schnitt um 7,02 % stieg.

### Bevölkerungsentwicklung
| - 1870: 02.441 - 1880: 13.003 - 1890: 55.164 - 1900: 40.169 - 1910: 43.973 | - 1920: 054.948 - 1930: 075.933 - 1940: 081.984 - 1950: 098.884 - 1960: 128.521 | - 1970: 149.518 - 1980: 171.932 - 1990: 191.972 - 2000: 225.581 - 2010: 258.379 |

## Sehenswürdigkeiten
- „Governor’s Mansion“

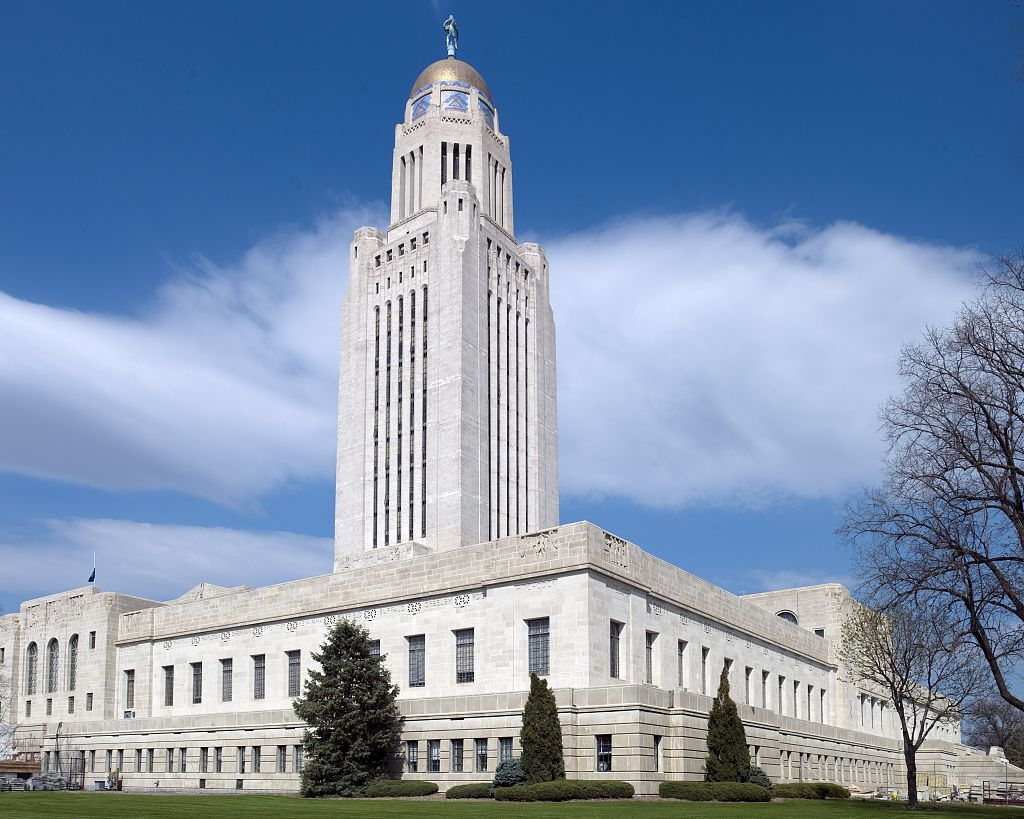
Nebraska State Capitol (1932 vollendet)

- Nebraska State Capitol (vom Architekten Bertram Goodhue)
- University of Nebraska State Museum (weltweit größte Sammlung von Säugerfossilien)
- Frank H. Woods Telephone Pioneer Museum
- Sheldon Museum of Art
- Great Plains Art Collection (Werke von Frederic Remington und Albert Bierstadt)
- Folsom Children’s Zoo & Botanical Gardens (Zoo und Botanischer Garten)
- Memorial Stadium
- National Museum of Roller Skating

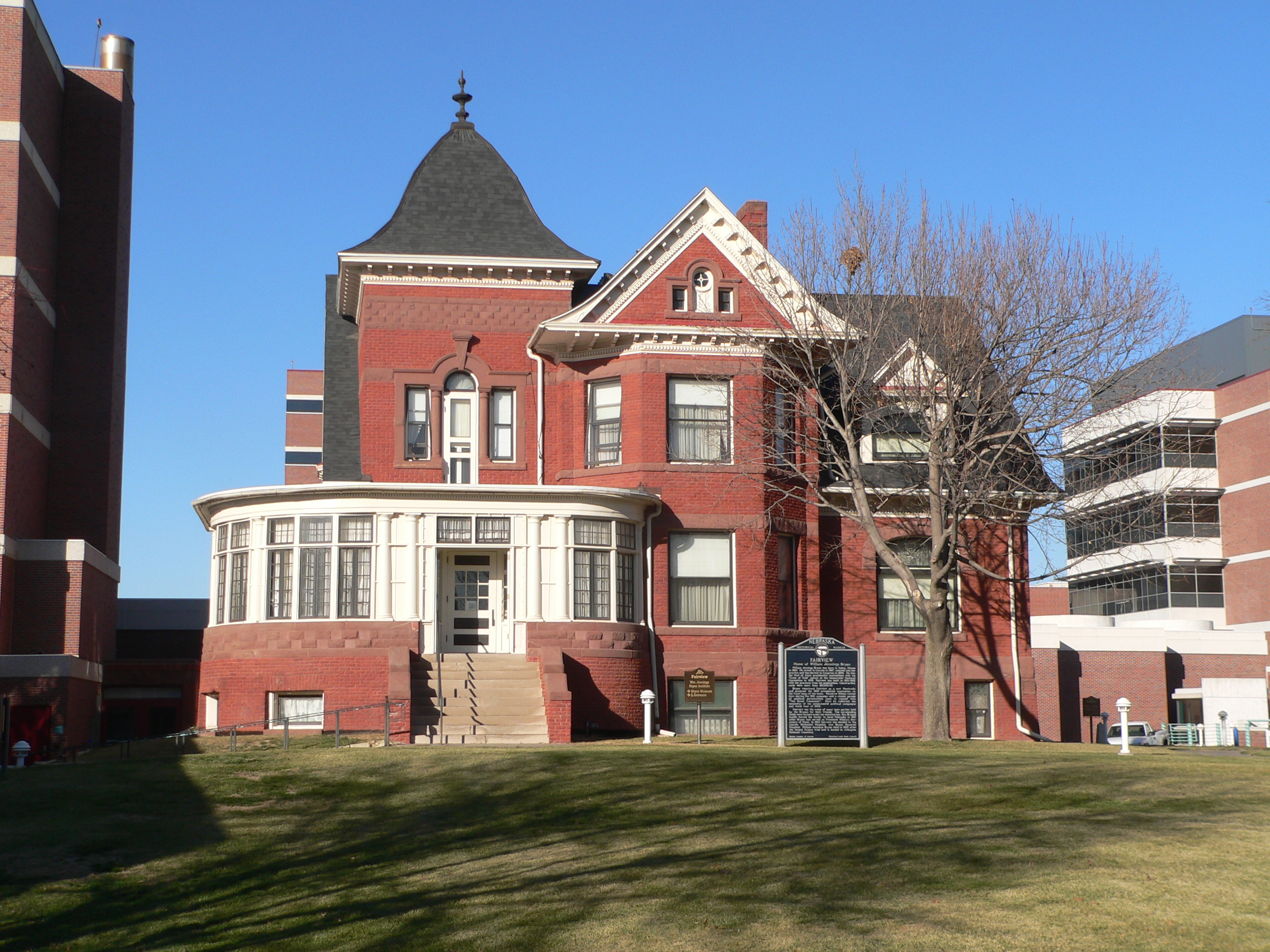
William Jennings Bryan House (2012)

Der National Park Service weist für Lincoln zwei National Historic Landmarks aus: das Nebraska State Capitol und das William Jennings Bryan House. 101 Bauwerke und Stätten der Stadt sind im National Register of Historic Places (NRHP) eingetragen (Stand 8. November 2018).

## Wirtschaft
Die Wirtschaft besteht überwiegend aus dem Dienstleistungssektor, wie der Finanz- und Versicherungsbranche. Der größte Arbeitgeber der Stadt ist der Bundesstaat Nebraska (9.182 Arbeitnehmer), gefolgt von den Lincoln Public Schools (8.170 Arbeitnehmer) und der University of Nebraska-Lincoln (6.427 Arbeitnehmer). Zu den größten Unternehmen, die in Lincoln gegründet wurden, gehören Nelnet, Ameritas, Assurity Life Insurance Company, Fort Western Stores oder das 1889 gegründete Unternehmen American Linen Supply Company (ALSCO), Erfinder des Stoffhandtuch-Automaten.
Zeitschriften wie Forbes oder NerdWallet bezeichneten Lincoln als eine der Städte mit den besten Aussichten für Arbeitsuchende in den USA.

## Verkehrsanbindung
Neben der Interstate 80 und einer Amtrak-Station verfügt Lincoln über den Flughafen Lincoln, der neben zivilen Regionalflügen durch United Express und Delta Connection auch eine Airbase der Nebraska Air National Guard beheimatet.

## Persönlichkeiten

### Söhne und Töchter der Stadt
- Hartley Burr Alexander (1873–1939), Philosoph, Schriftsteller und Ethnologe
- Frederic Edward Clements (1874–1945), Botaniker und Universitätsprofessor
- Edwin Ray Guthrie (1886–1959), Psychologe und Professor
- Willard H. George (1889–1956), Kürschner
- Herman F. Kramer (1892–1964), Generalmajor der United States Army
- Wayland Rudd (1900–1952), sowjetisch-US-amerikanischer Schauspieler
- Kenneth Morgan Abbott (1906–1988), klassischer Philologe
- Thelma White (1910–2005), Schauspielerin
- Betty Bennett (1921–2020), Jazzsängerin
- Leslie Brooks (1922–2011), Schauspielerin
- Jan Meyers (1928–2019), Politikerin
- Robert L. Packard (1928–1979), Mammaloge
- Ted Sorensen (1928–2010), Rechtsberater des Weißen Hauses
- J. Knox Jones, Jr. (1929–1992), Mammaloge und Hochschullehrer
- Frederic Mayer (1931–2013), Opernsänger
- Charles Starkweather (1938–1959), Serienmörder
- Dick Cheney (* 1941), Politiker und 46. Vizepräsident der Vereinigten Staaten
- Rick Evans (1943–2018), Musiker
- John Perry (* 1943), Philosoph
- Michael Bishop (1945–2023), Science-Fiction-Autor
- Karen Kushner (* 1946), Pianistin und Musikpädagogin
- Randall Garrison (* 1951), kanadischer Politiker
- Robert Francis Vasa (* 1951), römisch-katholischer Bischof von Santa Rosa in California
- Robin Backhaus (* 1955), Schwimmer
- John Eastman (* 1960), Jurist
- Janine Turner (* 1962), Schauspielerin
- Sam Schmidt (* 1964), Autorennfahrer, Rennstallbesitzer und Geschäftsmann
- Michael J. Saylor (* 1965), Unternehmer, CEO von MicroStrategy
- Lars Krutak (* 1971), US-amerikanischer Anthropologe
- Hilary Swank (* 1974), Schauspielerin, zweifache Oscargewinnerin
- Brandon Sanderson (* 1975), Fantasy-Autor
- Tim Rumsey (* 1977), Komponist, Musikpädagoge und Musikverleger
- James Burgon Valentine (* 1978), Musiker
- Andrew Drevo (* 1981), Basketballspieler
- Sarah Scott (* 1983), Schauspielerin
- Shawn Toovey (* 1983), Schauspieler
- Ashley Graham (* 1987), Model
- Greg Zuerlein (* 1987), American-Football-Spieler
- Lindsey Shaw (* 1989), Schauspielerin
- Ashton Lambie (* 1990), Radsportler
- Eric Sock (* 1990), Tennisspieler
- Jack Sock (* 1992), Tennisspieler
- Austin Ekeler (* 1995), American-Football-Spieler
- Sam Griesel (* 2000), Basketballspieler

### Persönlichkeiten mit Bezug zur Stadt
- Robert Reed (* 1956), Science-Fiction-Autor

## Klimatabelle
|                       | Jan   | Feb  | Mär  | Apr  | Mai  | Jun  | Jul  | Aug  | Sep  | Okt  | Nov  | Dez  |   |       |
| Mittl. Tagesmax. (°C) | 0,2   | 3,3  | 10,2 | 18,0 | 23,4 | 29,3 | 32,2 | 30,4 | 25,1 | 19,3 | 10,1 | 2,1  | ⌀ | 17    |
| Mittl. Tagesmin. (°C) | −12,2 | −9,4 | −2,9 | 3,8  | 10,0 | 15,7 | 19,1 | 17,4 | 11,8 | 4,7  | −2,6 | −9,2 | ⌀ | 3,9   |
|                       |       |      |      |      |      |      |      |      |      |      |      |      |   |       |
| Niederschlag (mm)     | 13,7  | 18,3 | 53,1 | 70,1 | 99,1 | 98,8 | 81,3 | 86,6 | 88,4 | 53,8 | 32,3 | 22,4 | Σ | 717,9 |
|                       |       |      |      |      |      |      |      |      |      |      |      |      |   |       |
| Regentage (d)         | 3,3   | 3,7  | 7,0  | 7,4  | 8,7  | 6,9  | 6,3  | 6,4  | 6,8  | 4,6  | 4,1  | 3,9  | Σ | 69,1  |

| −12,2 |

| −9,4 |

| −2,9 |

| 3,8 |

| 10,0 |

| 15,7 |

| 19,1 |

| 17,4 |

| 11,8 |

| 4,7 |

| −2,6 |

| −9,2 |

| −12,2 |

| −9,4 |

| −2,9 |

| 3,8 |

| 10,0 |

| 15,7 |

| 19,1 |

| 17,4 |

| 11,8 |

| 4,7 |

| −2,6 |

| −9,2 |

Das Klima Lincolns ist kontinental mit heißen, schwülen Sommern und trockenen, extrem kalten Wintern.